# APA酒店放置右翼書籍事件
APA酒店放置右翼書籍事件源於2017年1月15日，2位遊客以視頻揭發了日本APA集團株式會社旗下經營的APA酒店在客房放置的一本書籍否認南京大屠杀及慰安婦的存在，消息在網絡上广泛傳播，引起中國大陸社會的廣泛關注及爭論，該視頻在2天內播放數超過7400萬。
書籍具爭論性的主張受到中華人民共和國政府及大量中國大陸與南韓網民的強烈反對。網民在社交媒體上發起抵制APA酒店的行動。中華人民共和國外交部指南京大屠殺是歷史事實，並多次點名批評APA酒店，後來國家旅遊局更發出要求禁止旅遊業界與APA酒店合作。酒店網站疑似受到網絡攻擊並連續數日陷入癱瘓。
事件發生後，APA酒店堅持拒絕從客房撤下書籍，並指出這不代表酒店立場，書籍作者則認為這是有預謀的事件。一些日本政府官員和酒店業主的回應亦表示支持書籍的右翼主張，進一步觸發了中國大陸與韓國人的反日情緒。受事件影響，2017年亞洲冬季運動會中國及南韓代表團就由原定入住APA酒店改為入住札幌王子酒店。亦有華人就事件在日本進行遊行抗議，遊行被日方批准但過程發生小規模衝突。

## 背景
2017年1月，一名为美国籍及一名中国籍纽约大学学生结伴在东京旅行，在無意間發現並閱讀了放置在客房
《理论近现代史学II》一書。
發現書籍由APA集团董事長元谷外志雄以筆名「藤诚志」著作，且否认南京大屠杀的内容，二人認為酒店賺取中國和韓國遊客的金錢以支持他的政治觀點之作為屬不尊重及不誠實。
二人先在1月12日於微博發布消息。北京《環球時報》亦在1月14日採訪二人。1月15日，二人在哔哩哔哩发布视频，稱之為「每個人都應該知道的事實」。随后视频转发至新浪微博等网络平台，2天内播放数超过7400万。1月18日，把视频在YouTube轉發。

### 書籍及其爭議性
引起爭議的書籍《理論近現代史學II》由APA集團董事長元谷外志雄以筆名「藤誠志」著作，是元谷外志雄在2015至2016年在雜誌《APPle TOWN》發表隨筆的合集，共收集了12篇話題不同的評論文章。書籍封面以「日本的真實歷史」為副題，內容分為日語和英語两部分，沒有出版社名稱。
该书在所有APA酒店的客房均有放置，但不作公開發售，只能從酒店前台或網上途徑購買。內容包括否认南京大屠杀、否认日军曾强征慰安婦、驻日盟军总司令部对日本国民进行洗脑、日本在二戰中的行為是解放亞洲殖民地、日本犯下的罪行是美國為投下原子彈而編造的謊言等政治性主張。
書籍中具爭論性的內容（譯文節錄）：
|                                      | 不合邏輯的事情被當作了歷史，比如說30萬人被殺害的南京大屠殺理論。南京事件之前，南京人口是20萬，事件後的一個月，南京人口為25萬，所以在這一個月中，30萬人被殺害是不可能成立的。如果從朝鮮半島強制20萬女性成為慰安婦的話，應該會有人反對的記錄，但是它們都不存在，所以南京大屠殺和韓國慰安婦都是不存在的。但是中國和韓國忽略了這些事情，不斷用謊言來遣責日本。中國和韓國持續用想象出來的南京大屠殺和韓國慰安婦來換取國家利益。 |
| ——藤诚志，《理论近现代史学II》第37頁 | |

書籍當初發行量只有50,000本，在事件發生後知名度大增，有分店已經出現售罄情況，將會加印20,000本。
報導稱酒店客房除了《理论近现代史学II》一書外，也放有《无法言说的国家论》《自豪的祖国日本——为复兴日本谏言》等右翼书籍。

## 事態發展
短片及相關評論隨後在中國社交網站傳播，網上充斥著對酒店及日本的負面評價。随着事件的不断发酵，酒店网站因被频繁登录致使网站陷入瘫痪。有华人旅游企业宣布停止与该酒店的合作，但也有业者表示此为敏感政治事件，不愿多作回答。

### APA酒店官方网站服務瘫痪
1月21日，据日本媒體报道，APA酒店官方网站流量便持续出现异常，疑似受到网络攻击，網站服務器持续几天瘫痪，日本警方已就此展开调查。

### 中國大陸禁止与APA酒店合作
1月24日，中华人民共和国国家旅游局要求國內旅游企业和網上旅游平台停止與APA酒店的合作、撤銷所有APA酒店的旅遊產品及宣傳廣告，同時呼吁访日游客拒絕到APA酒店消費。

### 2017年亞洲冬季運動會
APA酒店被選為今年札幌亞洲冬季運動會的選手村酒店之一，事件發生後，中國奧林匹克委員會及南韓體育會亦要求更改入住酒店。
2017年1月19日，新华社报道称2017年亞洲冬季運動會组委会已要求作为本届运动会官方指定酒店之一的札幌APA酒店撤下相关书籍。
NHK随后作出相同报道，却遭组委会抗议，后者發表声明及對《环球时报》记者表示并未提出具体撤书的要求，只是希望为选手提供可以愉快比赛的环境。当事酒店则称需要收到组委会正式要求后再作应对，目前不考虑撤下，但可能“根据客户要求，将书籍交由前台保管”。
1月31日，日本傳媒報道，組委會應亞洲奧林匹克理事會及中國奧林匹克委員會要求，不會安排中國代表團入住原先安排的札幌APA酒店，會另行安排中國代表團入住其他酒店。
2月1日，酒店在其官方网站发表声明称，因收到冬运会主办方的建议，在冬运会期间，“将从房间移除材料，保存在酒店内”。
2月11日，組委會向中國奧林匹克委員會發出通知，會安排中國代表團入住札幌王子酒店，南韓代表團也將入住同一酒店。

### 日本華人抗议游行
2月5日，由中國商人及公司職員成立的中日民間友好委員會發起抗议APA酒店的游行，於下午三時在新宿中央公園出發，並到達新宿御苑的APA酒店，向酒店遞交抗議信。據各方報道，參加遊行的人數在數十人至兩百多人之間。游行期间舉起写有“坚决抵制APA，维护民族尊严”、“尽管言论自由，也需要良知”等抗议标语的橫額。日本政府出动了超過300名警察。有日本的右翼團體出動大批宣傳車阻撓遊行隊伍，有人企圖搶奪橫幅標語，但被警方阻止。另有反對中共之人士在向示威人群舉起写有「你在日本游行示威，絕不會像天安門、維吾爾、西藏那樣被鎮壓。放心吧！ 」标语的橫額进行讽刺。后有参与此抗议的人将此抗议的全程录像上传至bilibili，导致评论区“亲日”用户以及“反日”用户的激烈骂战。最终导致bilibili官方宣告禁止个人上传时政类视频至今。。

## 官方回應

### 酒店
1月19日傍晚，酒店官網發表《APA集团关于客房设置的书籍的声明》，稱書籍是「著者分析众多资料，基于理论性导出的见解书写的」，又稱做法是「為了傳播以事實為基礎的，真正的歷史」，表示「不會因為被立場不同的人批判就從客房撤下書籍，日本保障言論自由，不允許因為一方壓力就收回自己主張」
。酒店也表示并非批评特定国家或国民，
“各国对历史有着不同的解释和教育”。声明后方节錄书中有关南京屠杀的描述和论述其为虚构的论据，
並表示「如果能够基于事实指出本书的记载内容有误，我们将会参考」。

### 作者
書籍的作者元谷外志雄回應時表示「寫了我相信是事實的東西，現在沒有考慮（撤掉相關書籍）」。後來在1月19日，元谷外志雄在胜兵塾第68次每月例会上以視頻對事件公开回应，指2位學生發佈的視頻「很大可能是有組織涉及其中，是有預謀的」，並稱收到全國一萬多封鼓勵信件，也獲得很多國會議員致電支持。他認為「幾個月後人們就會忘記發生了什麼，只會記得名字」，事件帶來的知名度或能彌補現時的營利損失。

## 各界反應

### 日本政府
- 1月18日，内阁官房长官菅义伟表示，不应过度关注过去的不幸历史，日中两国应更多放眼未来[33]。
- 1月22日，外務大臣岸田文雄在電視節目對中國作出回應：日本與中國的關係長達2000年，把焦點過度集中於一個時期來看待歷史的作法有待商榷；事情應該從整體角度好好思考，而且應面向未來，讓日中關係基於戰略互惠關係往前推進，才是應有的態度[34]。
- 1月23日，曾於2012年否認南京大屠殺的名古屋市市長河村隆之，再度否認南京大屠殺，他在記者會上表示：「如果真的屠殺了30萬市民，那必須跪地道歉；如果沒有做，則必須反駁。有必要展開討論。」[35]

### 日本社會及媒体
- 尽管日本网上对酒店做法同时存在支持和反对声音，APA酒店收到的意见却是压倒性的支持[36]。
- 日本網友表示，如果APA酒店沒有中國遊客，將會更清潔，客房內物品不會消失，「終於可以去住了」[37]。
- 日本網友以APA酒店内部分设施设在右侧，来调侃有关APA酒店“偏右”（右倾）的说法[38]。
- 日經中文網的評論表示，雖然確實有一些反華內容但編排上都比較次要，這本書是特地推出英語版，而沒有做中文與韓文的翻譯工作，似乎不是以亞洲人為宣傳目標，他認為大家尤其是中韓都忽略了書中大篇幅且強烈的反美主張，而以上這些特徵，似乎更值得用來觀察右翼的政治生態[39]。

### 中华人民共和国政府
- 1月17至24日，中华人民共和国外交部发言人华春莹多次在例行记者会上對APA酒店及日本政府作出回应。她稱「南京大屠殺是歷史事實，國際上也早有公論」[40]，要求日方应以正确历史观教育国民，表示「历史不会因时代变迁而改变，事实也不会因刻意回避而消失。只有诚实面对历史，才能真实拥有未来」[41]，形容日本人做法是「倒行逆施」[42]。並建议「日本国内那些顽固坚持错误历史观的人到中国参观南京大屠杀遇难同胞纪念馆，找回他们的良知」[43]。在河村隆之發表言論後，华春莹於1月24日促請河村隆之履行其「跪地道歉」的承諾[40]。
- 1月24日，中华人民共和国国家旅游局在新闻发布会表示「APA酒店这种错误做法是对中国游客的公然挑衅，严重违反旅游业基本公德，我们对此坚决反对」，並要求國內旅遊業界停止與APA酒店的合作[15]。

### 中国大陆社會及媒体
- 視頻發佈後，网上充滿對APA酒店的负面评价「中国人不要去住这家酒店」等，並斥其行为“龌龊”、“可耻”[10][44]。
- 1月18日，侵華日軍南京大屠殺遇難同胞紀念館發表聲明，南京大屠殺期間歐美駐華外交官在致本國政府的檔案中也報告了日軍暴行，APA酒店右翼書籍內容是長期以來日本右翼勢力企圖否認南京大屠殺暴行的一貫論調[45]。
- 1月20日，中華人民共和國浙江省台州市某五星级酒店采购首批共200本《拉贝日记》，並放置在部分客房的床头柜上。该酒店预计会在每个客房都放置《拉贝日记》，部分客房还会放置英文版的《拉贝日记》，以表示对APA酒店客房摆放书籍的政治主張的抗议[46]。
- 1月21日，中国大陆网民“出征”Facebook，在APA酒店的专页给大量地留言批評，又在留言張貼南京大屠杀历史照片[20]。
- 1月23日，新華社評論，「事件只是日右翼恶行的冰山一角」[47]。
- 1月25日，日本《中文導報》副主編張石認為，APA酒店將服務中參雜會使一部分客人產生反感與對立情緒、且具有強烈傾向性的歷史與政治爭論的成份，偏離日本「款待之心」（おもてなしの心）的傳統商業精神。[48]

### 韓國社會及媒体
- 韓國多家主流媒體對事件進行了報道。韩国放送公社将APA酒店称为“极右酒店”[49]，《韓民族日報》質疑APA酒店「他們還正常嗎」；SBS披露，元谷外志雄还运营一家极右翼演讲团体，在日本四处举办宣扬极右翼思想的演讲，演讲内容充斥着美化日軍战争罪行、否认慰安妇史实[50]。
- 很多韓國網民不滿APA酒店右翼書籍将慰安妇称为“卖春妇”，在社交媒體上號召抵制APA酒店[50]。
- 日本就2018年平昌冬季奧林匹克運動會組委會官網把韓日爭議島嶼獨島/竹島以韓方名稱「獨島」進行標記提出抗議。不少韓國網民把這兩件事聯繫在一起，提出平昌冬奧會時也應在選手入住的酒店內擺放揭露日軍強徵慰安婦罪行的書籍和材料。有韓國網友提出，如果日方不對此採取行動，就應該抵制平昌冬奧會[50]。

### 國际媒体
- 英國《衛報》、美國CNN、路透社等多家媒體對事件亦有報道[51][52][53]。
- 英国《金融时报》的一篇评论文章认为，这一争端反映了潜伏于日本的民族主义，民族主义可能转化成彻底的种族主义[30]。

## 相關影響

### 日本旅遊業
针对有中国旅行机构停止合作的消息，酒店方称没有听说，并表示预订取消量等没有出现明显变化。
由于在春节长假中国游客访日潮前夕遭中国多家大型旅游网站下架，《日本经济新闻》刊登的分析认为此次事件可能会对酒店业绩产生影响。

### 化妆品公司DHC
Twitter和微博上另有未经证实的传言称“APA酒店用品由DHC提供”，呼吁同时抵制化妆品公司DHC。